# Corey Walden
Torrian Corey Walden (Ormond Beach, Florida; 5 de agosto de 1992) es un jugador de baloncesto estadounidense. Con 1.88 metros de estatura, juega en las posiciones de escolta en el Hiopos Lleida de la Liga Endesa.

## Trayectoria
El escolta se formó a caballo entre Stetson Hatters y Eastern Kentucky Colonels. Tras no ser drafteado en 2015, jugó una temporada en la liga de desarrollo de la NBA formando parte de los Maine Red Claws.
En la temporada 2016-17 firma con el Telenet Oostende.
En julio de 2020, se compromete por una temporada con Estrella Roja de la ABA Liga.
El 15 de julio de 2021, firma por dos temporadas por el Bayern de Múnich de la Basketball Bundesliga.
El 10 de julio de 2023, firma por el Galatasaray de la Basketball Super Liga (BSL).
El 29 de julio de 2024, firma por el Hiopos Lleida de la Liga Endesa.